# Aphaniosoma arenicolum
Aphaniosoma arenicolum är en tvåvingeart som beskrevs av Wheeler 1994. Aphaniosoma arenicolum ingår i släktet Aphaniosoma och familjen gulflugor. Inga underarter finns listade i Catalogue of Life.